# Forum 2000
Nadace Forum 2000 je mezinárodní organizace, jejímž hlavním programem je pořádání výroční konference konané na podzim v Praze. Posláním Fora 2000 je naplňovat odkaz Václava Havla prostřednictvím podpory demokratických hodnot a respektu k lidským právům, rozvoje občanské společnosti a posilování náboženské, kulturní a etnické tolerance. Vůdčím světovým osobnostem, myslitelům a odvážným jednotlivcům ze všech oblastí života poskytuje prostor, kde mohou tato zásadní témata sdílet a otevřeně o nich diskutovat.

## Historie
Forum 2000 vzniklo roku 1996 ze společné iniciativy českého prezidenta Václava Havla, japonského filantropa Jóheie Sasakawy a nositele Nobelovy ceny míru Elieho Wiesela. Konference se původně konaly v prostorách Pražského hradu (Katedrála sv. Víta a Míčovna), v letech 2003 a 2004 také v Obecním domě a od následujícího roku zahajovací ceremoniál probíhá v Kostele svaté Anny a pracovní část poté v Paláci Žofín.

## Projekty
- Výroční konference Forum 2000
- NGO Market
- Mezináboženský dialog
- Iniciativa Společná starost
- Voda na Blízkém východě
- Konference a diskuse u kulatého stolu na aktuální témata
- Studentské Forum 2000 (1997–2006)

### Konference Forum 2000

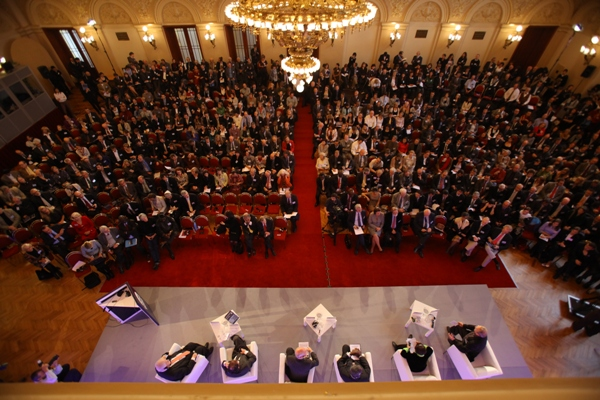
Konference Forum 2000, Palác Žofín, 10. října 2011

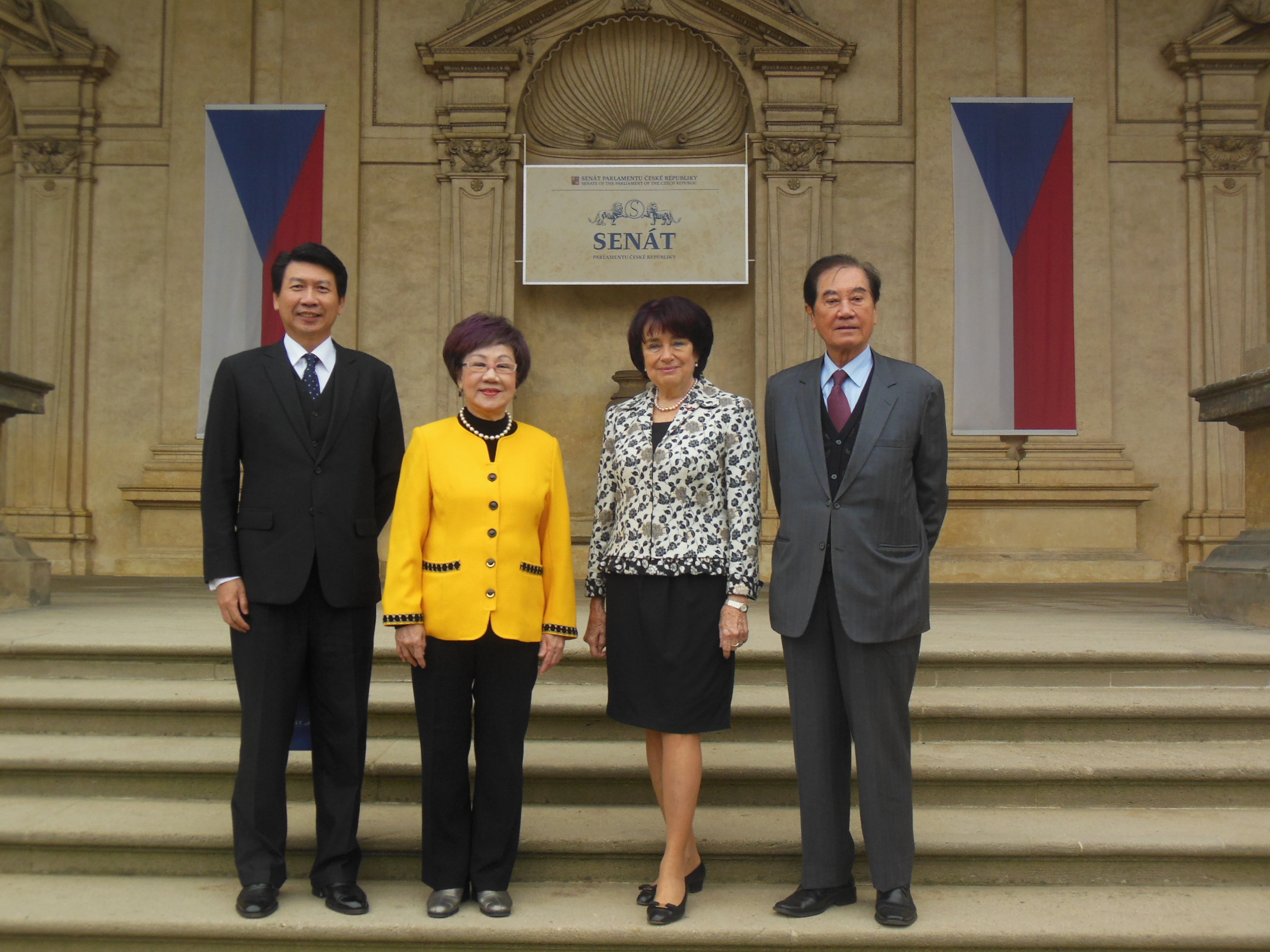
Joey Wang, Annette Lu, Eva Syková a Mark Chen, 2016

Nápad uspořádat konferenci Forum 2000 se zrodil v roce 1997, když Václav Havel, Elie Wiesel a Jóhei Sasakawa pozvali do Prahy světové osobnosti, aby společně diskutovali o výzvách, kterým lidstvo čelí na prahu nového tisíciletí. V rámci konferencí fóra hosté přibližují světovému společenství témata sahající od mezináboženského dialogu k lidským právům a národní bezpečnosti.
Konference se zúčastnilo více než 600 myslitelů, laureátů Nobelovy ceny, bývalých i aktivních politiků, vedoucích podnikatelů, zástupců občanské společnosti a dalších představitelů, jejichž společným rysem je zkušenost s nesením zodpovědnosti. Patří k nim např. El Hassan bin Talal, dalajlama, Frederik Willem de Klerk, Bill Clinton, Óscar Arias, Šimon Peres, Joseph Stiglitz, Širín Ebadiová, Henry Kissinger, Sergej Kovaljov, Nicholas Winton, Madeleine Albrightová nebo Wole Soyinka.

### NGO Market
Veletrh neziskovek NGO Market je jednodenní akcí, která od svého vzniku v roce 2000 neustále rozšiřuje svůj rozsah. Neziskové organizace aktivní ve vzdělávání, dobrovolnictví, oblasti lidských práv, environmentální problematice nebo jiných oblastech mají možnost představit své aktivity široké veřejnosti, navázat nová partnerství, zaujmout a oslovit sponzory a dobrovolníky, ale i získat nové vědomosti potřebné pro vedení své organizace.

### Iniciativa Společná starost
Iniciativa Společná starost, která svou činnost započala v dubnu 2005, vznikla v kontextu pražských konferencí Fora 2000 z původního návrhu dalajlamy ve spolupráci s Václavem Havlem, princem El Hassanem bin Talalem a Frederikem Willemem de Klerkem. Iniciativa Společná starost je volným a otevřeným uskupením osobností reprezentujících různé kultury, historii, náboženství a tradice.
V zájmu prosazování principů dobrého vládnutí, respektu k lidským právům a vzájemné tolerance, se členové iniciativy Společná starost vyjadřují prostřednictvím společných stanovisek k nejdůležitějším otázkám soudobého světa, aby dobrým způsobem ovlivňovali politická rozhodování při vědomí, že společným hlasem lze efektivněji prosazovat změny k lepšímu.